# Arthur Josef Alwin Wieferich
Arthur Josef Alwin Wieferich (27 de abril de 1884 - 15 de septiembre de 1954) fue un matemático alemán y profesor, recordado por sus trabajos en teoría de números. Nació en Münster, estudió en la Universidad de Münster y trabajó de profesor y tutor hasta su retiro en 1949.
Las publicaciones que escribió durante su estancia en Münster son las siguientes:
- Beweis des Satzes, daß sich eine jede ganze Zahl als Summe von höchstens neun positiven Kuben darstellen lässt (1908)
- Über die Darstellung der Zahlen als Summen von Biquadraten (1908)
- Zur Darstellung der Zahlen als Summen von fünften und siebenten Potenzen positiver ganzer Zahlen (1909)
- Zum letzten Fermat'schen Theorem (1909)
- Zur Driecksgeometrie (1909)

La cuarta publicación condujo al término Número de Wieferich
- Datos: Q73005